# Adler Diplomat

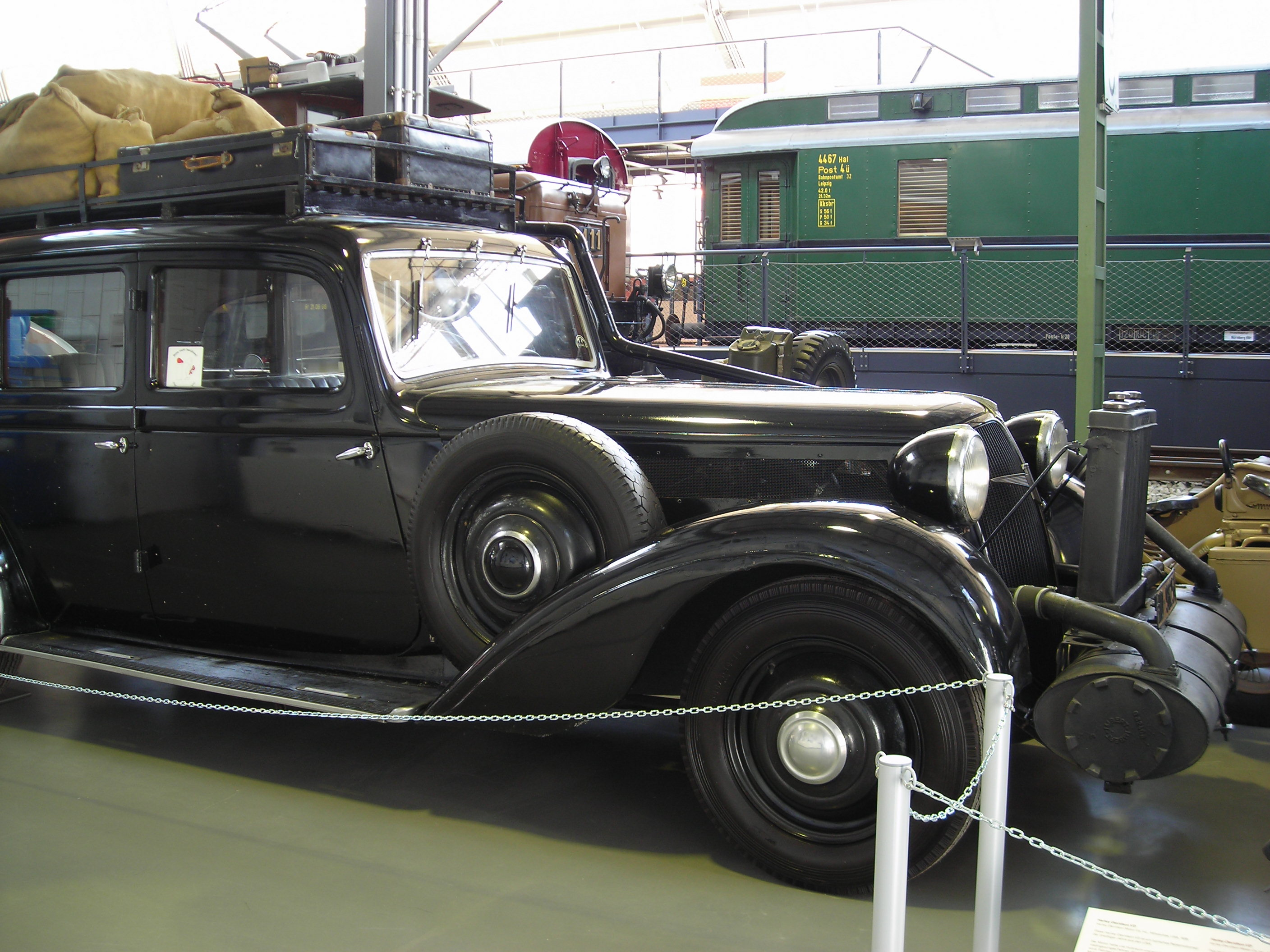
Adler Diplomat 3 GS mit Holzgasgenerator (1941)

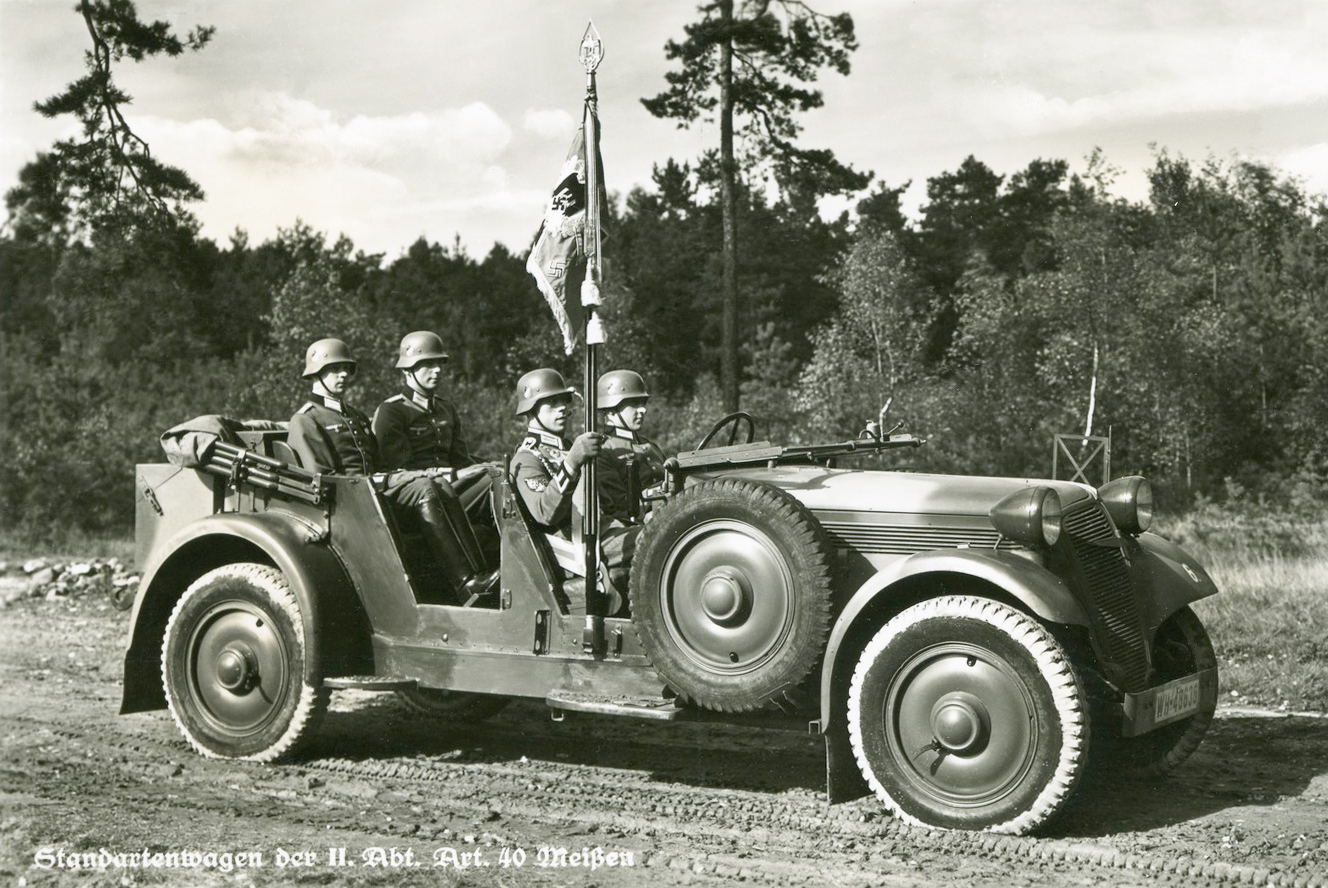
Adler Typ 3 Gd Kübelwagen als Militärfahrzeug

Der Adler Diplomat ist ein PKW-Modell, das der Kraftfahrzeughersteller Adlerwerke 1934 als Nachfolger der Modelle Standard 6 und Standard 8 herausbrachte. 

## Beschreibung
Beim Adler Diplomat entschied man sich für die Namensänderung, da der Begriff „Standard“ damals schon an ein einfaches, rückständiges Automobil erinnerte, was natürlich als nicht sehr verkaufsfördernd erachtet wurde. Im Unterschied zum Vorgänger hatte der Diplomat einen Niederrahmen (Tiefbettrahmen). 1935 wurden die Lang- und Kurzversion des Wagens überarbeitet; die Formen des Kühlergrills und der Kotflügel ähnelten nun den kleineren Modellen Primus und Trumpf. Bis 1938 wurden von beiden Versionen 3205 Exemplare hergestellt.
Für die Wehrmacht wurde von Adler der Adler Typ 3 Gd Kübelwagen produziert, der auf dem  Adler Diplomat basierte und Nachfolger des Adler Typ 12 N-3G Kübelwagen war. Nahezu 4.300 Exemplare des Kübelwagens wurden von 1936 bis 1940 gefertigt.

## Technische Daten
| Diplomat Typ          | 3G                                         | 3GS                                        | 3G (Ü)                                     | 3GS (Ü)                                    |
| --------------------- | ------------------------------------------ | ------------------------------------------ | ------------------------------------------ | ------------------------------------------ |
| Bauzeitraum           | 1934–1935                                  | 1934–1935                                  | 1935–1938                                  | 1935–1938                                  |
| Aufbauten             | L4, Cb2                                    | PL4                                        | L4, Cb2                                    | PL4                                        |
| Motor                 | 6-Zylinder-Reihenmotor, 4-Takt-Ottoprinzip | 6-Zylinder-Reihenmotor, 4-Takt-Ottoprinzip | 6-Zylinder-Reihenmotor, 4-Takt-Ottoprinzip | 6-Zylinder-Reihenmotor, 4-Takt-Ottoprinzip |
| Ventile               | stehend (sv)                               | stehend (sv)                               | stehend (sv)                               | stehend (sv)                               |
| Bohrung × Hub         | 75 mm × 110 mm                             | 75 mm × 110 mm                             | 75 mm × 110 mm                             | 75 mm × 110 mm                             |
| Hubraum               | 2916 cm³                                   | 2916 cm³                                   | 2916 cm³                                   | 2916 cm³                                   |
| Nennleistung          | 60 PS (44 kW)                              | 60 PS (44 kW)                              | 60–65 PS (44–48 kW)                        | 60–65 PS (44–48 kW)                        |
| Verbrauch             | 17 l/100 km                                | 18 l/100 km                                | 17 l/100 km                                | 18 l/100 km                                |
| Höchstgeschwindigkeit | 105 km/h                                   | 100 km/h                                   | 105 km/h                                   | 100 km/h                                   |
| Leergewicht           | 1480 kg                                    | 1500 kg                                    | 1665 kg                                    | 1710 kg                                    |
| Zul. Gesamtgewicht    | 1800 kg                                    | 1970 kg                                    | 2210 kg                                    | 2430 kg                                    |
| Bordspannung          | 6 Volt                                     | 6 Volt                                     | 6 Volt                                     | 6 Volt                                     |
| Länge                 | 4750 mm                                    | 4900 mm                                    | 4900 mm                                    | 5050 mm                                    |
| Breite                | 1740 mm                                    | 1740 mm                                    | 1740 mm                                    | 1740 mm                                    |
| Höhe                  | 1650 mm                                    | 1650 mm                                    | 1650 mm                                    | 1650 mm                                    |
| Radstand              | 3200 mm                                    | 3350 mm                                    | 3200 mm                                    | 3350 mm                                    |
| Spur vorn / hinten    | 1420 mm / 1420 mm                          | 1420 mm / 1420 mm                          | 1420 mm / 1420 mm                          | 1420 mm / 1420 mm                          |
| Wendekreis            | 12,0 m                                     | 12,4 m                                     | 12,0 m                                     | 12,4 m                                     |

- L4 = 4-türige Limousine
- PL4 = 4-türige Pullman-Limousine
- Cb2 = 2-türiges Cabriolet